# Liez, Aisne

Liez este o comună în departamentul Aisne din nordul Franței. În 1 ianuarie 2022 avea o populație de 383 de locuitori.